# Pârâu de Vale
Pârâu de Vale – wieś w Rumunii, w okręgu Gorj, w gminie Godinești. W 2011 roku liczyła 238 mieszkańców.